# وادینکس‌فین
وادینکس‌فین (به هلندی: Waddinxveen) یک منطقهٔ مسکونی در هلند است که در هلند جنوبی واقع شده‌است. وادینکس‌فین −۲ متر بالاتر از سطح دریا واقع شده‌است.

## نگارخانه

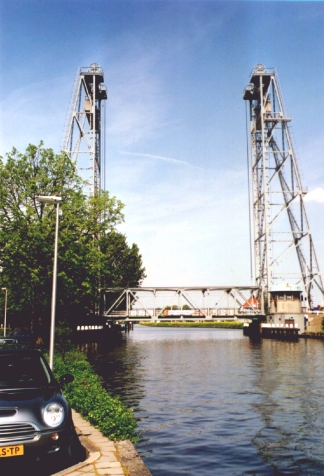
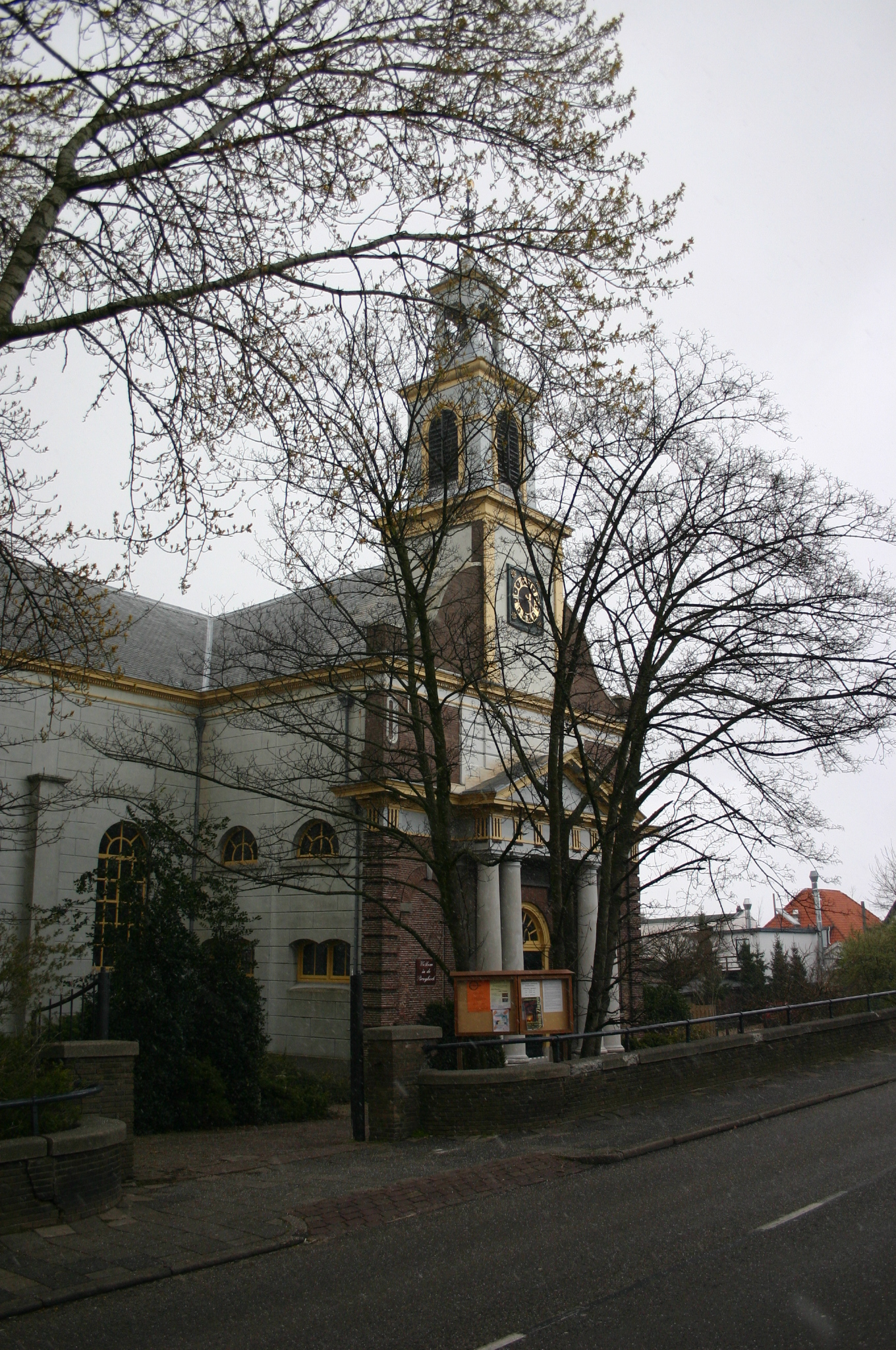